# Buch am Erlbach
Buch am Erlbach (ufficialmente Buch a.Erlbach) è un comune tedesco di 3 447 abitanti, situato nel land della Baviera.